# Tumulus des Sept-Bonnettes
Le tumulus des Sept-Bonnettes est une enceinte mégalithique située à Sailly-en-Ostrevent, dans le département français du Pas-de-Calais.

## Historique
Le site est fouillé en 1877 par M. Bréan membre de la Société des Sciences de Douai. Il fut fortement endommagé durant la Première Guerre mondiale, les Allemands y ayant installé une batterie et ayant creusé un refuge dans la butte. Le tumulus est classé au titre des monuments historiques par la liste de 1889. 

## Description
Le tumulus est de forme ovoïde. Il mesure 38 m de longueur sur 28 m de largeur pour une hauteur de 5 m. Au sommet du tumulus se dresse un cromlech qui ne comporte plus que cinq pierres dressées, une sixième brisée gît à terre, quant à la septième, elle a disparu à une période indéterminée.
Lors de ses fouilles, M. Bréan découvrît dans une terre sablonneuse très fine, des cendres, des charbons, des ossements humains (dont un fragment de crâne) et des silex (couteaux, grattoirs, pointes de flèches, haches).

## Folklore
Selon une tradition, sept jeunes filles ayant entrepris de danser au sommet du tumulus durant l'office furent transformées en pierres. Dans le patois local, une bonnette est le nom donné à une méchante fille.